# Isla de los Deseos
La isla de los Deseos es un islote artificial del embalse Cabra Corral que se ubica en la provincia de Salta en el noroeste de Argentina. Es una isla deshabitada en la que se realizan excursiones. Cuenta con una escalera de piedra que comienza en el único muelle de la isla y termina en la cima de la misma, también cuenta con sombrillas y con un mirador de aproximadamente 30 m de altura desde el cual se puede ver al embalse y a los cerros que lo rodean.
Se encuentra a 60 m de la costa más cercana y es visible desde el puerto Punta de Mahr y desde el único puente que atraviesa al dique, en su punto más estrecho. La única manera de acceder a ella es por vía náutica. Es una de las pocas islas del embalse en donde se realizan excursiones. En ella se pueden observar varias especies de flora autóctona, y de la fauna tan solo aves, insectos y mamíferos de pequeño tamaño.
- Datos: Q16580084